# Abhijit Banerjee
Abhijit Vinayak Banerjee (beng. অভিজিৎ বিনায়ক বন্দ্যোপাধ্যায়;; Bombay, 21 februari 1961) is een Indiaas econoom en als hoogleraar Ford Foundation International Professor of Economics verbonden aan het Massachusetts Institute of Technology. Hij had eerder aanstellingen aan de Harvard University waar hij ook promoveerde tot doctor en de Princeton University.
Banerjee is een macro-econoom met onderzoek in de informatietheorie en de ontwikkelingseconomie waarbij hij zich toelegt op de studie van armoede en inkomensverdeling. Het boek Poor Economics dat hij in 2011 schreef samen met zijn Franse MIT-collega Esther Duflo vond wereldwijde weerklank en was ook laureaat van de "Financial Times and Goldman Sachs Business Book of the Year"-prijs. In 2013 werd hij door Ban Ki-moon, de secretaris-generaal van de Verenigde Naties, gevraagd te zetelen in een commissie die de millenniumdoelstellingen moest actualiseren voor de periode na 2015.
Hij is lid van de American Academy of Arts and Sciences en sinds 1996 fellow van de Econometric Society. In 2000 werd hij Guggenheim Fellow en ontving hij de Indiase Mahalanobis Memorial Medal. In 2013 was hij de laureaat van de Gabarron International Award for Economics. Banerjee werd in 2014 gehuldigd aan de KU Leuven als Doctor honoris causa. In 2019 werd aan hem, samen met Esther Duflo en Michael Kremer, de Prijs van de Zweedse Rijksbank voor economie toegekend. 